# Hotel 13 estrellas, 12 uvas
Hotel 13 estrellas, 12 uvas es un especial protagonizado por Josema Yuste. Se estrenó el 31 de diciembre de 2012. Los sucesos tienen lugar en un hotel unas horas antes de que comiencen las tradicionales campanadas de Nochevieja desde la Puerta del Sol (Madrid).